# 阿爾赫西拉斯 (烏伊拉省)
阿爾赫西拉斯是哥倫比亞的城鎮，位於該國西南部，由乌伊拉省負責管轄，距離首府內瓦152公里，始建於1824年，面積567.7平方公里，海拔高度1,528米，2005年人口23,054。
2°32′N 75°19′W / 2.533°N 75.317°W